# Edmond Lanier
Pour les articles homonymes, voir Lanier.
Edmond Lanier (Paris, 1er mars 1906 - Paris, 27 octobre 1974) est un industriel et homme d'affaires français, président de la Compagnie générale transatlantique de 1964 à 1973.

## Biographie
Né dans une famille d'universitaires, Lanier fait des études de lettres - droit. En 1932, il rejoint la Transat et en gravit progressivement les échelons, participant à la restructuration de la société et à ses grands projets dans les années 1930. Fait un temps prisonnier durant la Seconde Guerre mondiale, il reprend son poste en 1943, avant de rejoindre la Résistance française.
Après-guerre, il prend progressivement de l'ampleur au sein de la compagnie, jusqu'à en devenir directeur général en 1958, sous la présidence de Jean Marie. Lorsque ce dernier prend sa retraite en 1961, il est pressenti comme successeur, mais Gustave Anduze-Faris, puis Pierre Renaud sont choisis et rapidement touchés, eux-mêmes, par la limite d'âge. En 1964, Lanier devient président de l'entreprise. Auparavant, en 1962, il publie un ouvrage de souvenirs consacrés à la compagnie : Compagnie Générale Transatlantique : de la pêche à la morue au paquebot France.
Sous sa direction, la compagnie assure une transformation pour s'adapter au nouveau contexte économique. Prenant en compte la diminution du trafic de passager, il recentre sa société autour du transport de fret, tout en passant des accords avec les compagnies étrangères. Il s'engage également fortement dans la défense du paquebot France et organise à son bord plusieurs croisières pour le mettre en valeur. Il prend sa retraite en septembre 1973, et meurt en octobre 1974.

## Décoration
- Commandeur de l'ordre du Mérite touristique (1959)[2]

## Sources
- Marthe Barbance, Histoire de la Compagnie Générale Transatlantique : un siècle d'exploitation maritime, Arts et métiers graphiques, 1955, 429 p.
- Charles Offrey, Cette grande dame que fut la Transat, MDV, 1994, 207 p. (ISBN 9782910821005)
- Charles Offrey, Henri Cangardel, armateur, éditions de l'Atlantique, 1973
- Edmond Lanier sur le site de l'UIM